# Olivia del Rio
Olivia del Rio (Rio Casca, Minas Gerais, 16 de abril de 1969), nome artístico de Olivia Neves de Oliveira, é uma atriz pornográfica brasileira. Sua carreira foi de 1995 até 2009, tendo feito até hoje por volta de 250 filmes.

## Carreira
Nascida em Rio Casca, no estado de Minas Gerais, Olivia mudou-se para Paris onde começou a trabalhar por coincidência na casa de Patrice Cabanel, um dos principais diretores de filmes pornôs dos anos 90. Após alguns meses de trabalho o patrão perguntou se ela não teria interesse de filmar uma cena. Foi então que, um pouco relutante, acabou aceitando. Sua estreia foi no filme Fist Overdose, gravado em 1994 e lançado no ano seguinte.
A maioria dos filmes que ela fez foram para a indústria americana e francesa. No início tinha preconceito de fazer cenas de sexo anal mas,, com o tempo, ficou mais à vontade, a ponto de dizer que prefere sexo anal a vaginal. Até 2007 vivia entre França e Marrocos, onde tinha um bar famoso. Passou a viver somente na França, dedicando-se a ser acompanhante de luxo até 2011, quando abandonou isso também.
Olivia se aposentou do cinema em 2009. É casada e mãe de dois filhos. No início seu marido tinha ciúme de suas cenas mas, com o tempo, ele passou a aceitar e até ajudar a financiar seus filmes. Acabou se tornando uma brincadeira entre eles ela fazer sexo com outros homens e levá-lo ao estúdio para assistir. Atualmente ele diz que a melhor forma de ter um orgasmo é com dupla penetração que ela pratica com seu marido e diversos outros parceiros que conhece em casas de swing em Marselha, onde vive. Em 2003 ela apareceu em dois episódios do programa de televisão sueco High Chaparall.

## Prêmios e indicações
- 2002 FICEB Ninfa nominee – Best Actress – Apasionadas y Coquetas[1]
- 2003 AVN Award nominee – Best Group Sex Scene, Film – Paradise Lost[2]
- 2004 AVN Award nominee – Female Performer of the Year[3]
- 2004 AVN Award nominee – Best Solo Sex Scene – Lost Angels: Olivia Del Rio[3]
- 2004 AVN Award nominee – Most Outrageous Sex Scene – Flesh Circus[3]
- 2005 AVN Award nominee – Best Group Sex Scene, Film – Does Dallas: The Revenge[4]

## Filmografia parcial
- Anal Addicts #11
- Cargo
- La Débauchée
- Le désir dans la peau
- L'Obsession de Laure
- L'Indécente aux enfers
- La perversion d'une femme mariée
- La princesse et la pute 2
- Les infirmières du sexe
- Lost Angels : Olivia Del Rio
- Les nuits d'Antoine et Cléopâtre
- Passion de guerre
- Rawhide
- Sex reporter
- Torero
- Triple X 2

### Outros
- 2002: FICEB (Festival Internacional de Filmes Eróticos de Barcelona) - Melhor na categoria - "Actress in Apasionadas y Coquetas"